# Chaetophaonia nicaraguensis
Chaetophaonia nicaraguensis är en tvåvingeart som beskrevs av Carvalho och Nihei 2002. Chaetophaonia nicaraguensis ingår i släktet Chaetophaonia och familjen husflugor.
Artens utbredningsområde är Nicaragua. Inga underarter finns listade i Catalogue of Life.